# Digne-les-Bains
Digne-les-Bains is een gemeente in het Franse departement Alpes-de-Haute-Provence (regio Provence-Alpes-Côte d'Azur). De gemeente telde 17.694 inwoners op 1 januari 2022. De plaats is de prefectuur van het departement en de onderprefectuur van het arrondissement Digne-les-Bains en is ook de zetel van het bisdom Digne.

## Geografie
De oppervlakte van Digne-les-Bains bedraagt 117,07 vierkante kilometer; Op 1 januari 2022 was de bevolkingsdichtheid 151,1 inwoners per km².
Digne-les-Bains ligt stroomafwaarts van de samenvloeiing van de Bès en de Bléone. In de gemeente stromen ook de Eaux-Chaudes en de Mardaric in de Bléone. 
De onderstaande kaart toont de ligging van Digne-les-Bains met de belangrijkste infrastructuur en aangrenzende gemeenten.

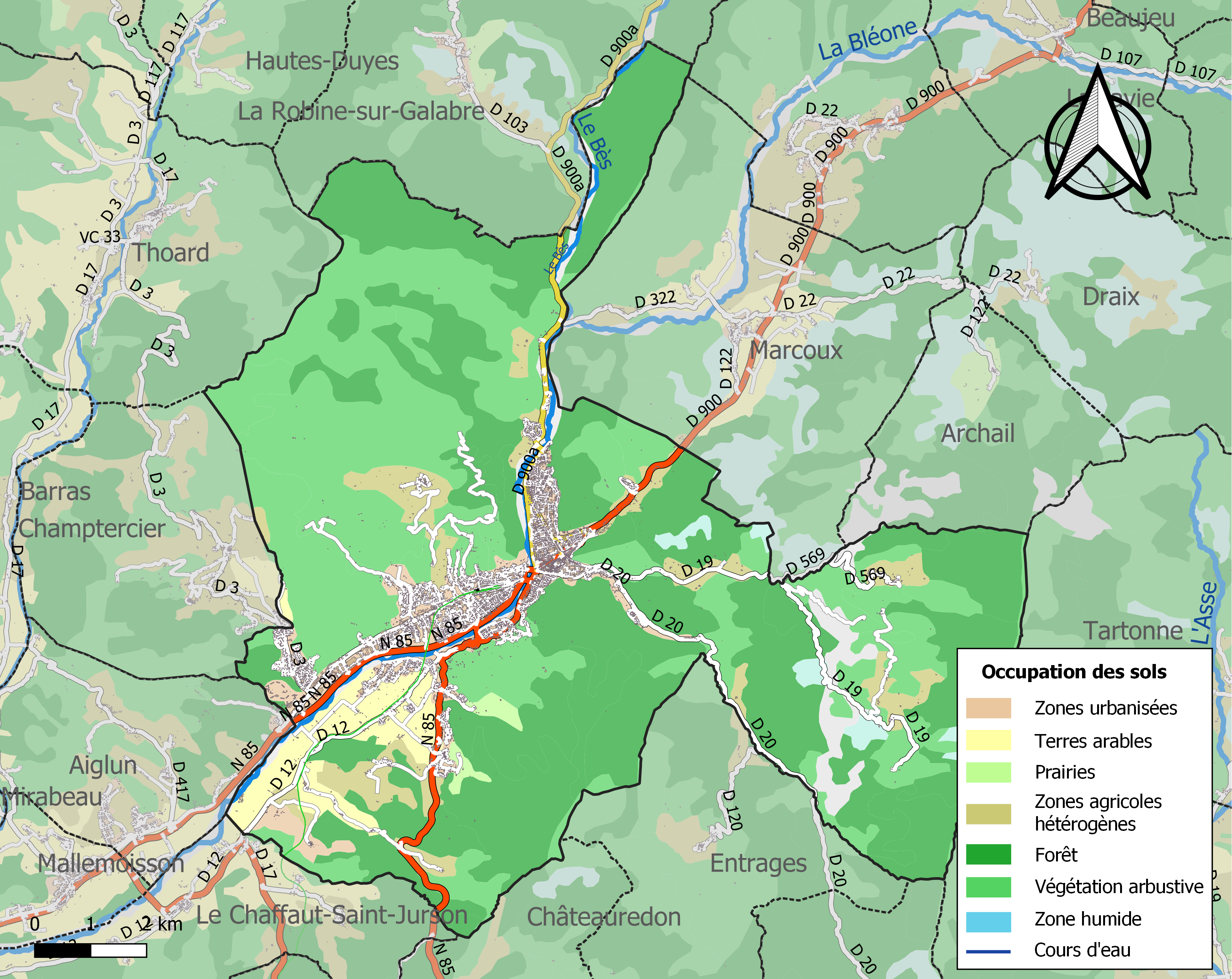

## Verkeer en vervoer
De plaats is met de 'Chemins de fer de Provence' verbonden met Nice. In de gemeente liggen de spoorwegstations Digne en Gaubert-Le Chaffaut.

## Demografie
Onderstaande figuur toont het verloop van het inwonertal.
Vanwege een beveiligingsprobleem met de MediaWiki Graph-software is het momenteel niet mogelijk deze grafiek weer te geven. Zodra de software is bijgewerkt zal de grafiek vanzelf weer zichtbaar worden.

## Geschiedenis

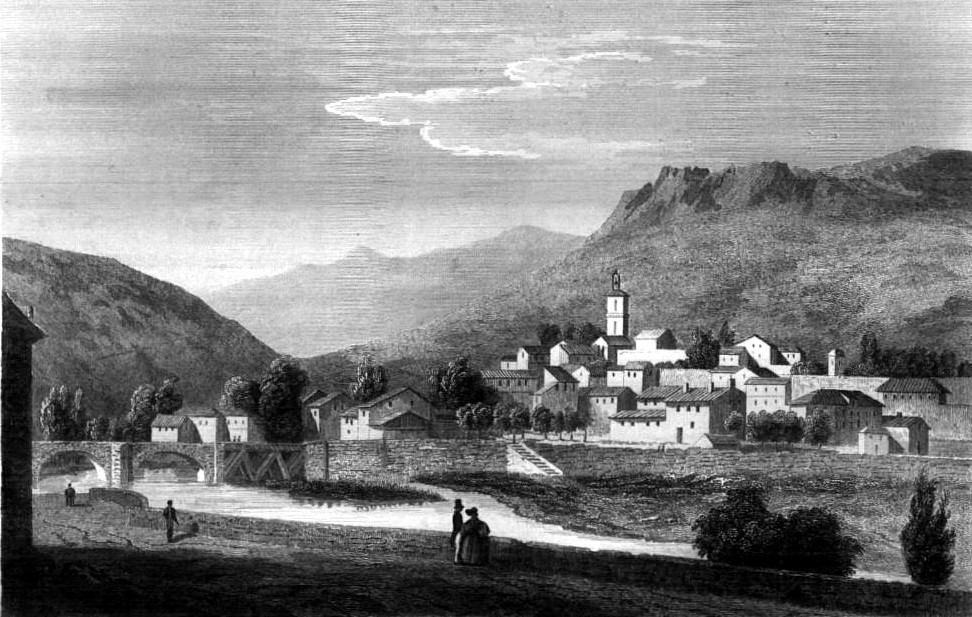
Digne in 1838

Dinia bestond al in de 1e eeuw tijdens het Romeinse keizerrijk als hoofdstad van de Gallische stam der Bodiontici. Dinia lag in de vallei van de Mardaric. In de 4e eeuw werd Dinia een bisschopszetel. In de 8e eeuw onder het bestuur van de Karolingers verscheen de naam Digna. In de loop van de middeleeuwen verplaatste de kern zich naar de oevers van de Bléone, rond Le Rochas, de rots waarop de bisschoppen van Digne hun paleis hadden gebouwd. In de 12e eeuw kreeg Digne een kathedraal kapittel.
Er vestigde zich een kleine Joodse gemeenschap in Digne. In 1312 kregen de Joden in Digne volwaardige burgerrechten maar deze rechten werden in de loop der jaren beknot. Vanaf 1468 mochten Joden nog maar in twee toegewezen straten wonen (de Juiverie) en zeven jaar later werden ze uit de stad verdreven.
De stad kende oorlogsgeweld tijdens de Hugenotenoorlogen en had ook te lijden onder de pest in 1629. Door de ontbossing van de wanden van de valleien was er veel erosie. Met het Concordaat van 1801 werden alle kleine bisdommen van de Basses Alpes afgeschaft en samengebracht in het bisdom Digne.
Op 16 augustus 1944 kwamen 24 burgers om het leven bij een bombardement. In 1988 nam de gemeente de naam Digne-les-Bains aan.

## Cultuur

### Musea
- Musée Gassendi
- Maison Alexandra David-Néel

### Sport
Digne-les-Bains is dertien keer etappeplaats geweest in de wielerkoers Ronde van Frankrijk. De Fransman René Vietto won er drie keer (1934, 1935 en 1947) een etappe. In 2015 startte voorlopig voor het laatst een touretappe in Digne-les-Bains.

## Stedenbanden
- Bad Mergentheim, Duitsland, sinds 1962
- Borgomanero, Italië
- Kamaishi, Japan, sinds 20 april 1994

## Geboren
- Hippolyte Fortoul (1811-1856), minister
- Alain Boghossian (1970), voetballer
- Mickaël Maschio (1973), motorcrosser

## Afbeeldingen

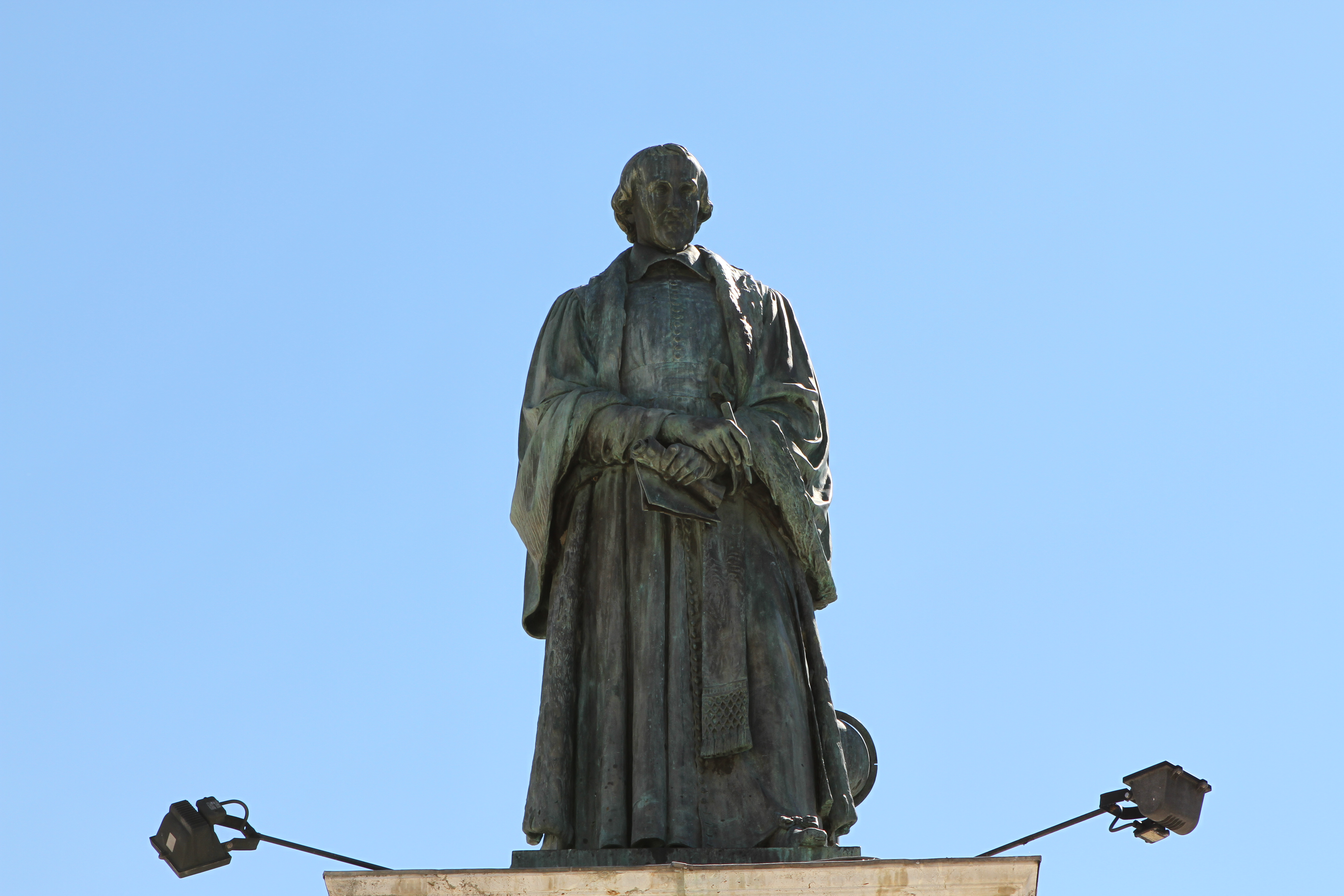
Standbeeld voor de filosoof Pierre Gassendi
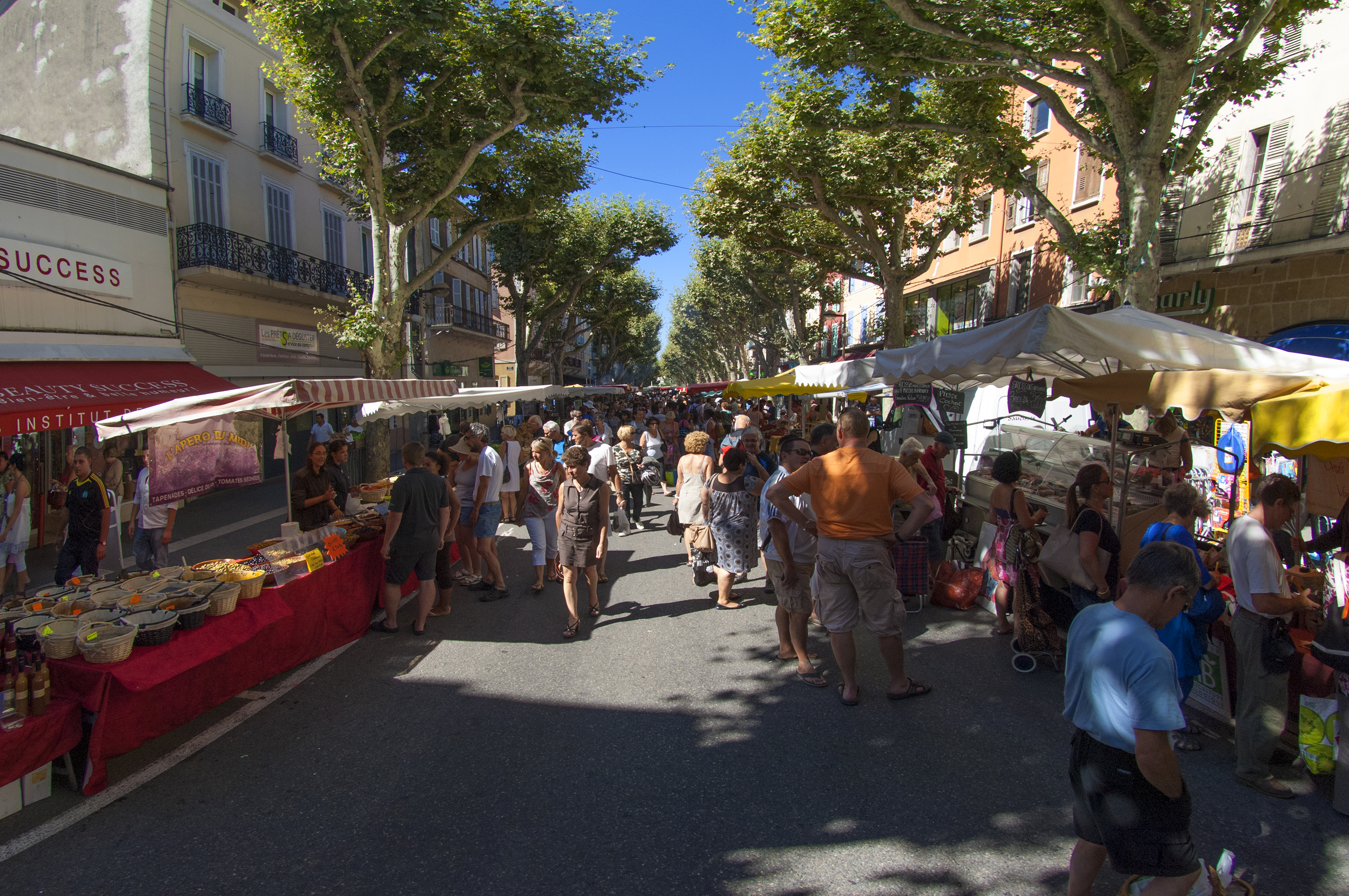
Markt op de Boulevard Gassendi
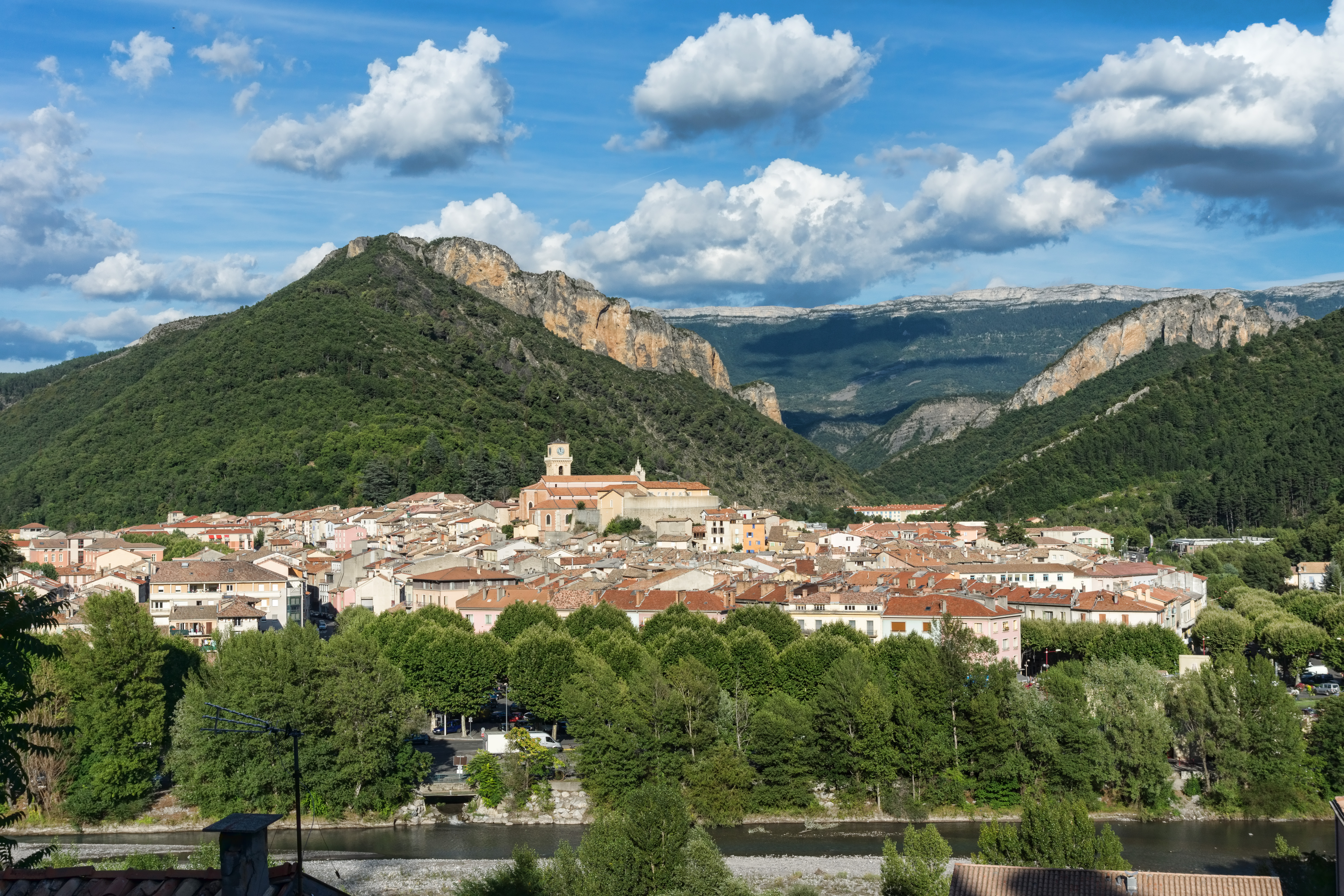
Gezicht op Digne-les-Bains
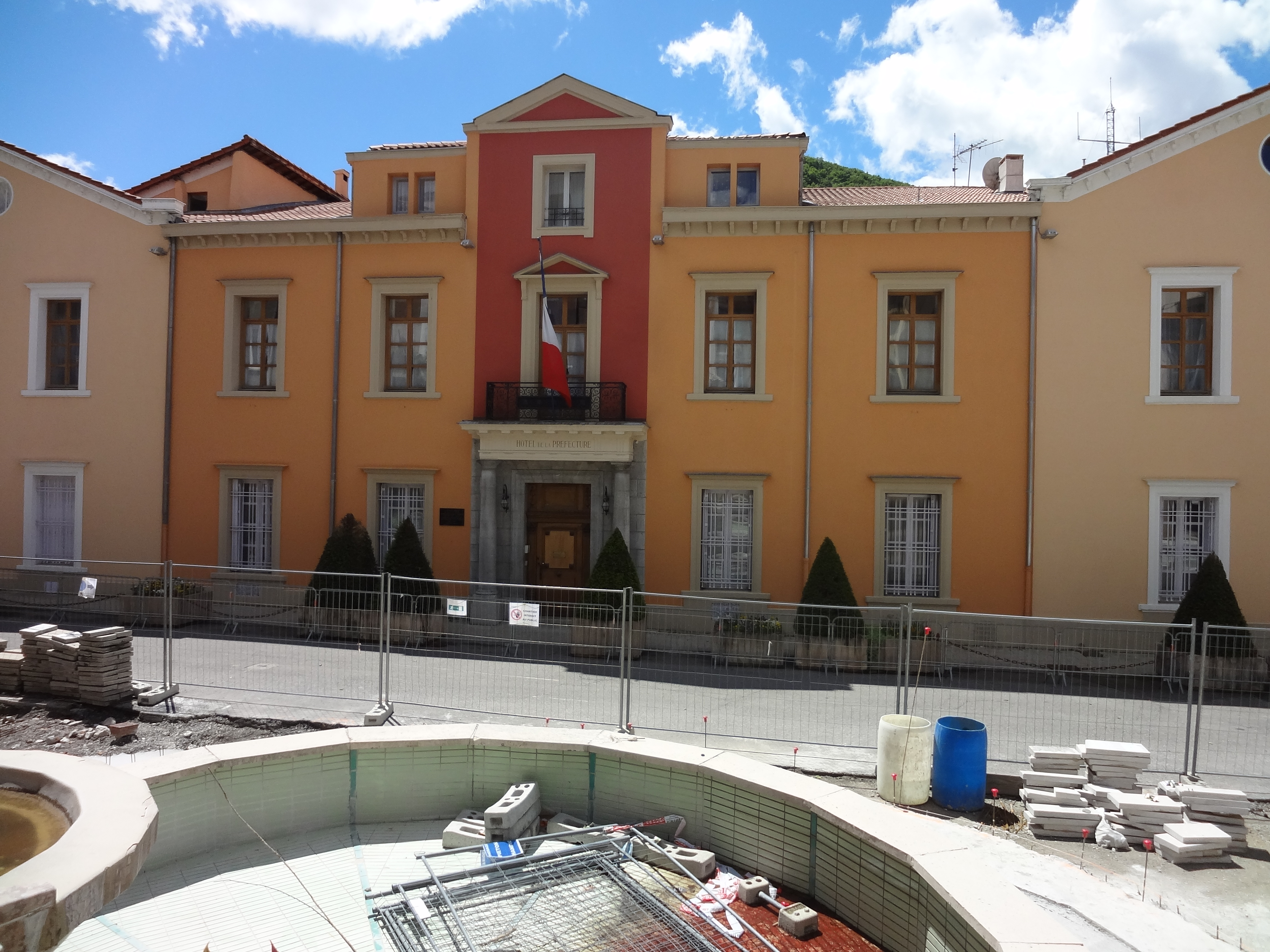
Préfecture
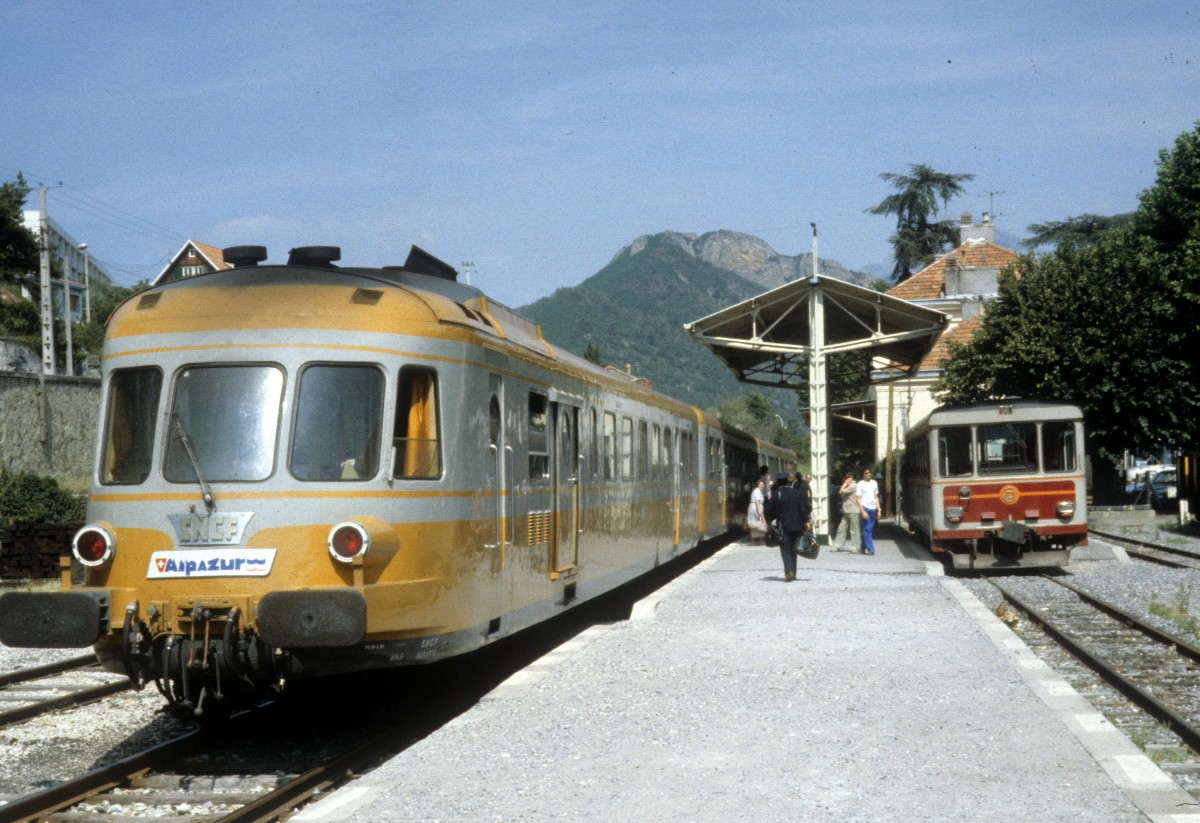
Station Digne (1982)